# Kuantan (district)
Kuantan is een district in de Maleisische deelstaat Pahang.
Het district telt 462.000 inwoners op een oppervlakte van 300 km².